# マーサ・ゲルホーン
マーサ・エリス・ゲルホーン（Martha Ellis Gellhorn、1908年11月8日 - 1998年2月15日） は、アメリカ合衆国の小説家、紀行作家、ジャーナリストであり、20世紀における偉大な従軍記者の一人として知られている。
60年のキャリアにおいて、その期間に起こった世界の主要な紛争のほぼ全てを報道した。また、アメリカの小説家アーネスト・ヘミングウェイの3番目の妻である。1998年に89歳で自殺とみられる死を遂げたが、その頃には病気でほとんど目が見えなかった。死後、マーサ・ゲルホーン・ジャーナリズム賞が創設された。

## 若年期
ゲルホーンは、1908年11月8日にミズーリ州セントルイスで生まれた。父はドイツ生まれの婦人科医ジョージ・ゲルホーン、母は女性参政権運動家（サフラジスト）のエドナ・フィシェル・ゲルホーンである。父と母方の祖父はユダヤ人で、母方の祖母はプロテスタントだった。弟のウォルターはコロンビア大学の著名な法学部教授となり、弟のアルフレッドはペンシルバニア大学医学部の元学部長で腫瘍学者であった。

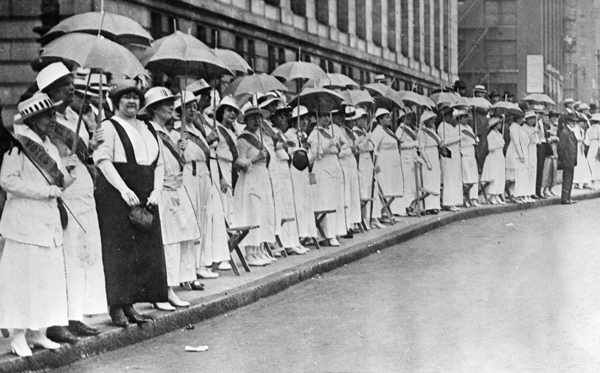
ゴールデン・レーン

1916年にセントルイスで開催された民主党全国大会で、女性参政権を求める「ゴールデン・レーン」に7歳のゲルホーンも参加した。黄色い日傘を持ち、黄色いたすきをかけた女性たちが、大会会場のセントルイス・コロシアムへと続く大通りの両側に並んだ。美術館の前には各州のタブローがあり、女性参政権のない州は黒く塗られていた。ゲルホーンはもう一人の少女メアリー・トーシグとともに、未来の有権者を代表してその列の前に立っていた。
1926年にセントルイスのジョン・バローズ・スクールを卒業し、フィラデルフィア郊外にあるブリンマー大学に入学した。翌年、ジャーナリストとしてのキャリアを積むために退学した。ゲルホーンの初めての記事は『ニュー・リパブリック』誌に掲載された。1930年に海外特派員になることを決意して、フランスに2年間滞在し、UP通信のパリ支局に勤務した。しかし、支局関係者の男性からセクハラを受けたと報告したことで解雇された。その後、ゲルホーンはヨーロッパ各地を旅行してパリとセントルイスの新聞に記事を書き、『ヴォーグ』誌から依頼を受けて取材を行った。また、平和運動に参加し、その経験を"What Mad Pursuit"として1934年に出版した。
1932年にアメリカに戻り、友人でファーストレディのエレノア・ルーズベルトを通じて知り合ったハリー・ホプキンスに雇われた。
ルーズベルト夫妻はゲルホーンをホワイトハウスに招待し、ゲルホーンはホワイトハウスでエレノア・ルーズベルトの書簡や『ウーマンズ・ホーム・コンパニオン』に連載していたコラム"My Day"の執筆を手伝った。ゲルホーンは、フランクリン・D・ルーズベルトが世界恐慌の終息のために設立した連邦緊急救済局(FERA)の現地調査員として採用された。そして、FERAからの依頼で、世界恐慌がどのような影響を与えているかを報告するために、アメリカ中を旅した。最初はノースカロライナ州ガストニアに行った。その後、写真家のドロシア・ラングと協力して、飢えた人々やホームレスの日常生活を記録した。ゲルホーンらの報告書は、世界恐慌に関するアメリカ政府の公式文書の一部となった。彼女らは、1930年代の女性には通常開かれていないようなテーマを調査することができた。ゲルホーンはその調査結果をもとに、短編小説集"The Trouble I've Seen"（1936年）を執筆した。アイダホ州でFERAの仕事をしていたとき、労働者グループにFERAの事務所の窓ガラスを割らせ、不正をしていた彼らの上司への注意を向けさせた。これは成功したが、ゲルホーンはFERAから解雇された。

## ヨーロッパの戦争とヘミングウェイとの結婚

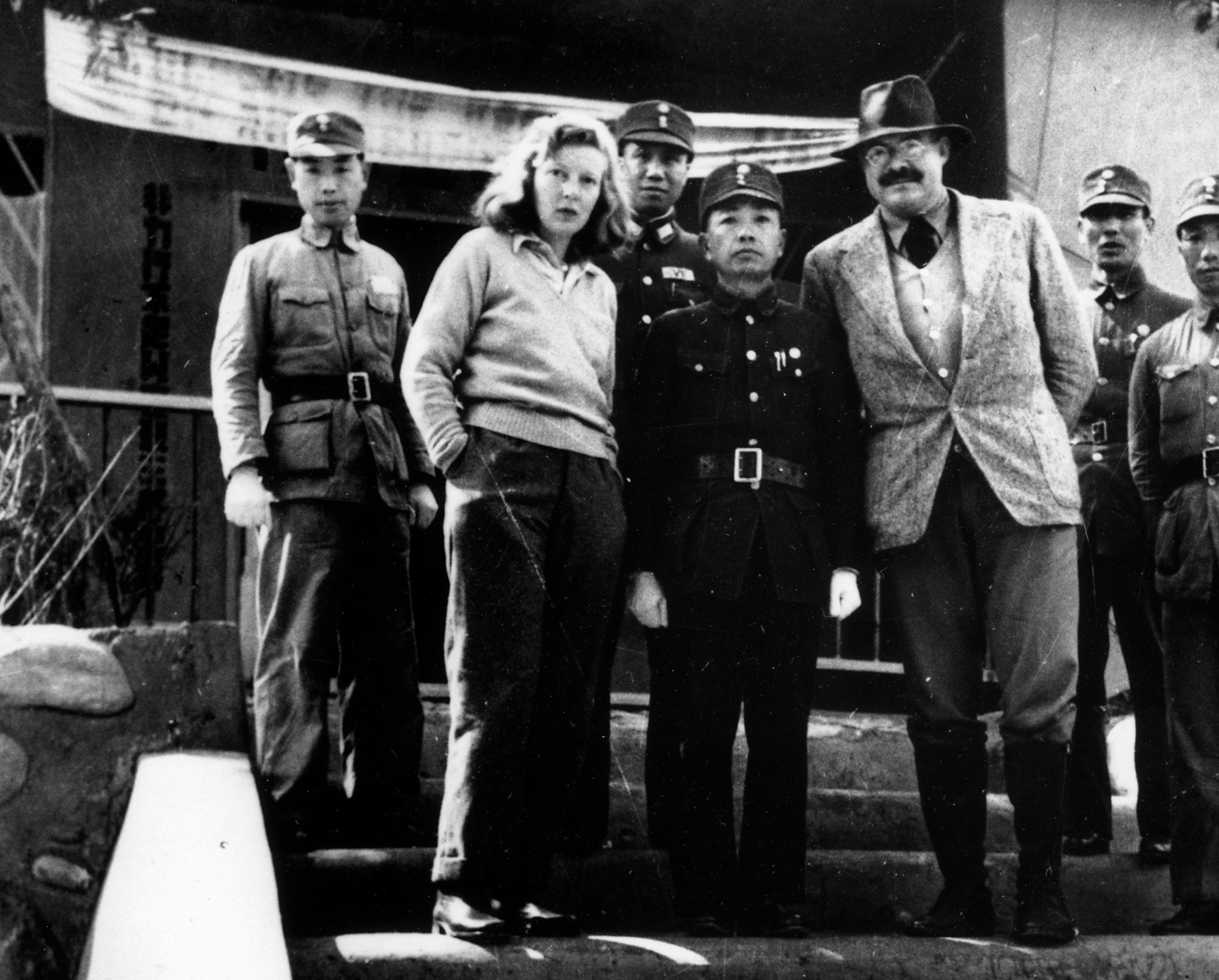
1941年、中国・重慶にて、ゲルホーン、国民革命軍の余漢謀将軍、ヘミングウェイ

1936年のクリスマスに家族でフロリダ州キーウェストに旅行したとき、ゲルホーンはアーネスト・ヘミングウェイと出会った。当時ゲルホーンは『コリアーズ』誌からスペイン内戦の取材を依頼されており、2人は一緒にスペインに行くことにした。1937年のクリスマスはバルセロナで迎えた。その後ドイツでアドルフ・ヒトラーの台頭を取材し、ミュンヘン会談の数か月前の1938年春にはチェコスロバキアに滞在していた。第二次世界大戦の勃発後、ゲルホーンはこれらの出来事を小説"A Stricken Field"（1940年）として書いた。ゲルホーンはフィンランド、香港、ビルマ、シンガポール、イギリスから戦争の様子を伝えた。ノルマンディー上陸作戦を取材するための正式な記者証が手に入らなかったため、病院船に忍び込んでトイレに隠れ、上陸時には担架を運ぶ人になりすましていた。ゲルホーンは後に「私はどこにいても戦争を追いかけていた」と語っている。ゲルホーンは、1944年6月6日の「D-デイ」にノルマンディーに上陸した唯一の女性である。1945年4月29日、アメリカ軍によって解放されたダッハウ強制収容所を最初に取材したジャーナリストの一人でもある。
ゲルホーンとヘミングウェイは、4年間の同棲を経て、1940年11月に結婚した。ヘミングウェイは、ゲルホーンが取材のために長期間家を空けていることに次第に腹を立てるようになった。1943年にゲルホーンがイタリア戦線の取材へ行くために家を出るとき、ヘミングウェイはゲルホーンに「あなたは従軍記者なのか、それとも私のベッドにいる妻なのか?」という手紙を渡した。しかし、ヘミングウェイも後にノルマンディー上陸作戦の直前に戦地に赴くことになり、ゲルホーンもまた、ヘミングウェイに妨害されながらも戦地に赴いた。危険な遠洋航海を経て、戦争で荒廃したロンドンに到着したゲルホーンは、ヘミングウェイに「もう十分だ」と告げた。ゲルホーンは、ヘミングウェイの他の妻たちと同じように、ヘミングウェイの性格に気づいていた。バーニス・カートが『ヘミングウェイの女たち』の中で次のように書いている。「ヘミングウェイは、4人の妻の誰とも長く、完全に満足のいく関係を維持することができなかった。結婚して家庭を持つことは、彼にとってロマンティックな愛の理想的な集大成のように思えたかもしれないが、遅かれ早かれ、彼は退屈で落ち着きがなく、批判的でいじめのようになった」。4年間の結婚生活の後、2人は1945年に離婚した。
2012年の映画『私が愛したヘミングウェイ』(Hemingway & Gellhorn)は、この時代のゲルホーンとヘミングウェイを題材にしている。2011年のドキュメンタリー映画"No Job for Woman: The Women Who Fought to Report WWII"では、ゲルホーンがどのように戦争報道を変えたかを紹介している。

## その後
戦後、ゲルホーンは『アトランティック』誌に勤務し、1960年代から1970年代にかけてベトナム戦争や中東戦争などを取材した。1979年に70歳の誕生日を迎えた後も、中央アメリカの内戦を取材するなど、仕事を続けた。80歳を目前にして体調を崩し始めたゲルホーンは、1989年にアメリカのパナマ侵攻を取材したものの、1990年代に入るとついにジャーナリストを引退した。白内障の手術がうまくいかず、後遺症が残ったためである。1990年代のユーゴスラビア紛争に対しては、「年を取りすぎている」と発表して取材を行わなかった。1995年に最後の海外取材としてブラジルを訪れ、同国の貧困問題を取材し、その内容を文芸誌『グランタ』に掲載した。視力が衰え、自分の原稿を読むこともできない中で、このような偉業を成し遂げることは非常に困難だった。
ゲルホーンは数多くの本を出版した。その中には戦争に関する記事を集めた"The Face of War"（1959年）、マッカーシズムを題材にした小説"The Lowest Trees Have Tops"（1967年）、ヘミングウェイとの旅行を含む旅の記録"Travels with Myself and Another"（1978年）、平時の記事をまとめた"The View from the Ground"（1988年）などがある。
ゲルホーンは取材人生の中で、40年間で19の異なる場所に家を建てたと述べている。

## 私生活
ゲルホーンの最初の大恋愛は、フランスの経済学者ベルトラン・ド・ジュヴネルとのものだった。1930年、彼女が22歳のときに始まり、1934年まで続いた。ジュヴネルの妻が離婚に同意しなかったため、2人は結婚できなかった。
前述のように、1936年にキーウェストでアーネスト・ヘミングウェイと出会い、1940年に結婚した。ゲルホーンは、「ヘミングウェイの3番目の妻」として知られるようになるのを嫌がった。インタビューを受ける条件として、ヘミングウェイの名前を出さないように要求していた。ゲルホーンは後に「私は40年以上も作家をやっています。彼に会う前から私は作家だったし、彼と別れた後も私は作家でした。なぜ私は彼の人生の単なる脚注でなければならないのですか?」と述べた。
ヘミングウェイの結婚中、ゲルホーンは第82空挺師団長のジェームズ・ギャビン少将と不倫関係にあった。ギャビンは、第二次世界大戦中、アメリカ軍で最年少の師団長だった。
1945年にヘミングウェイと離婚してから1954年に再婚するまでの間、ゲルホーンは、実業家の"L"ことローランス・ロックフェラー（1945年）、ジャーナリストのウィリアム・ウォルトン（1947年）、医学者のデビッド・グリューウィッチ（1950年）と恋愛関係にあった。『タイム』誌の元編集長、T・S・マシューズと1954年に結婚したが、1963年に離婚した。
ゲルホーンはロンドンにしばらく滞在した後、ケニアに移り、その後、南ウェールズ・グウェントのデバウデン近郊のキルグウルルグに移った。ゲルホーンははウェールズの人々の親切さに惹かれ、1980年から1994年までそこに住んでいたが、体調を崩してロンドンに戻った。
1949年、ゲルホーンはイタリアの孤児院からサンドロ(Sandro)という男の子を養子に迎えた。彼はジョージ・アレクサンダー・ゲルホーン(George Alexander Gellhorn)と改名し、サンディ(Sandy)と呼ばれた。ゲルホーンは一時は献身的な母親であったが、元来、母性的な性格ではなかった。ゲルホーンは旅行のためにサンディをニュージャージー州イングルウッドの親戚に長期にわたって預け、最終的には全寮制の学校に通わせた。2人の関係は険悪になったと言われている。
ゲルホーンは作家のシビル・ベッドフォードと1949年にローマで出会い、強いプラトニックな友情を育んだ。双方の激しさを乗り越え、ゲルホーンはベッドフォードのために精神的、創造的、経済的に多くの支援を行っていたが、1980年代初頭に交流は途絶えた。
セックスについて、ゲルホーンは1972年に次のように書いている。
道徳的な信念に基づいてセックスを実践したとしても、それはただそれだけのことでした。しかし、それを楽しむことは......敗北のように思えました。私は男性と一緒に行動し、人生の外向的な部分でも一緒に行動しました。私はそれに飛び込みました......セックスではなく。それは彼らの楽しみのようで、私が得たのは、求められる喜びと、男が満足したときに与える優しさ（それはほとんどなかったが）だけだったと思います。敢えて言えば、私は五大陸で最悪のベッドパートナーでした。
ヘミングウェイとの関係について、ゲルホーンは「アーネストとのセックスの記憶は、言い訳を考えていたことと、それに失敗して、すぐに終わるだろうという希望を持っていたことが全てです」と語っている。
しかし、ゲルホーンの私生活における人物像については、依然として論争に包まれている。ゲルホーンの支持者たちは、ゲルホーンの許可を得ずに伝記を書いたカール・ローリーソンが「性的スキャンダルの捏造と事実に基づかない心理の推測」を行っているとしている。ゲルホーンの親友たち（女優のベッツィー・ドレイク、ジャーナリストのジョン・ピルガー、作家のジェームズ・フォックス、ゲルホーンの弟のアルフレッドなど）は、ゲルホーンについての「性的に操作され、母性を欠いている」という人物像を否定している。養子のサンディ・マシューズもゲルホーンを支持しており、ゲルホーンの継母としての役割を「非常に良心的」と評している。ヘミングウェイと最初の妻との間の子であるジャック・ヘミングウェイは、ゲルホーンを「大好きなもう一人の母親」と語っている。

## 死去
晩年のゲルホーンは、ほとんど目が見えず、卵巣腫瘍が肝臓に転移して体調を崩していた。1998年2月15日、ロンドンで青酸カリのカプセルを飲んで自殺した。
死の翌年の1999年、ゲルホーンを記念してマーサ・ゲルホーン・ジャーナリズム賞が設立された。
2019年、ロンドンでゲルホーンが住んでいた家にブルー・プラークが設置された。「従軍記者」と記されたブルー・プラークは初めてだった。2021年、ウェールズでゲルホーンが住んでいた家にパープル・プラークが設置された。

## 大衆文化において
2007年10月5日、アメリカ合衆国郵便公社は、20世紀を代表する5人のジャーナリスト、マーサ・ゲルホーン、ジョン・ハーシー、ジョージ・ポーク、ルーベン・サラサール、エリック・セヴァライドの郵便切手を2008年4月22日に発行することを発表した。
2012年のフィリップ・カウフマン監督の映画『私が愛したヘミングウェイ』(Hemingway & Gellhorn)では、ニコール・キッドマンがゲルホーンを演じた。
ポーラ・マクレインの2018年の小説"Love and Ruin"は、マーサ・ゲルホーンとアーネスト・ヘミングウェイの関係を題材としている。

## 書籍

### ゲルホーンの著書
- What Mad Pursuit (1934) her time as a pacifist;
- The Trouble I've Seen (1936, new edition by Eland, 2012) Depression-era set of short stories;
- A Stricken Field (1940) novel set in Czechoslovakia at the outbreak of war;
- The Heart of Another (1941);
- Liana (1944);
- The Undefeated (1945);
- Love Goes to Press: A Comedy in Three Acts (1947) (with Virginia Cowles);
- The Wine of Astonishment (1948) World War II novel, republished in 1989 as Point of No Return;
- The Honeyed Peace: Stories (1953);
- Two by Two (1958);
- The Face of War (1959) collection of war journalism, updated in 1993;
- His Own Man (1961);
- Pretty Tales for Tired People (1965);
- Vietnam: A New Kind of War (1966);
- The Lowest Trees Have Tops (1967) a novel;
- Travels with Myself and Another: A Memoir (1978, new edition by Eland, 2002);
- The Weather in Africa (1978, new edition by Eland, 2006);
- The View From the Ground (1989; new edition by Eland, 2016), a collection of peacetime journalism;
- The Short Novels of Martha Gellhorn (1991); US edition being The Novellas of Martha Gellhorn (1993)
- Selected Letters of Martha Gellhorn (2006), edited by Caroline Moorehead;
- Yours, for Probably Always: Martha Gellhorn's Letters of Love and War 1930–1949 (2019), edited by Janet Somerville.[33]

### ゲルホーンについての書籍
- Somerville, Janet (2019) Yours, for Probably Always: Martha Gellhorn's Letters of Love and WarAmazon link
- Clayton, Meg Waite (2018) Beautiful Exiles: A Novel
- Hardy Dorman, Angelia (2012). Martha Gellhorn: Myth, Motif and Remembrance.[34]
- McLain, Paula (2018). Love and Ruin: A novel. Ballantyne. pp. 374. ASIN B076Z127Y2
- McLoughlin, Kate (2007). Martha Gellhorn: The War Writer in the Field and in the Text
- Moorehead, Caroline (2003). Martha Gellhorn: A Life (a.k.a. Gellhorn: A Twentieth-Century Life)
- Moreira, Peter (2007). Hemingway on the China Front: His WWII Spy Mission with Martha Gellhorn
- Rollyson, Carl (2000). Nothing Ever Happens to the Brave: The Story of Martha Gellhorn
- Rollyson, Carl E. (2007). Beautiful Exile: The Life of Martha Gellhorn
- Vaill, Amanda (2014). Hotel Florida: Truth, Love, and Death in the Spanish Civil War. Picador. ASIN B00FCR3JHW